# Локалита Продутива Сант'Иполито (Л'Аквила)
Локалита Продутива Сант'Иполито (итал. Località Produttiva Sant'Ippolito) је насеље у Италији у округу Л'Аквила, региону Абруцо.
Према процени из 2011. у насељу је живело 10 становника. Насеље се налази на надморској висини од 292 м.